# Hemgylet (Ringamåla socken, Blekinge, 624174-143640)
Hemgylet är en sjö i Karlshamns kommun i Blekinge och ingår i Mörrumsåns huvudavrinningsområde.